# 尤蒂斯·馮·什文福
尤蒂斯·馮·什文福（德語：Judith von Schweinfurt，1003年—1058年8月2日），波希米亞公爵夫人，出身德國什文福郡。
尤蒂斯出身貴族家庭，早年在家族興建的修道院度過。西元1019年波希米亞公爵的私生子布熱季斯拉夫（即後來的波希米亞公爵布熱季斯拉夫一世）經過什文福郡，對尤蒂斯一見鍾情，但他私生子的身分遭什文福家族蔑視，他們反對尤蒂斯與布熱季斯拉夫的婚事，布熱季斯拉夫於是溜進修道院綁架了尤蒂斯成親，兩人育有四名兒子。
1055年布熱季斯拉夫一世過世，尤蒂斯之子斯皮季赫涅夫二世繼承波希米亞公爵爵位，他在任內驅逐德意志人，包括自己的母親尤蒂斯。尤蒂斯與么子弗拉季斯拉夫（即後來的弗拉季斯拉夫二世）流亡至匈牙利，隨後尤蒂斯於匈牙利辭世，她被安葬在布拉格的聖維特大教堂。